# Galáxia Anã de Aquário II
A Galáxia Anã de Aquário II é uma galáxia satélite da Via Láctea e faz parte do Grupo Local. Foi descoberta no ano de 2016. Encontra-se na constelação de Aquário, localizada a 108 kpc da Terra. É classificada como uma galáxia anã esferoidal (dSph) o que significa que ela tem uma forma aproximadamente arredondada com um raio de cerca de 0,32 kpc.